# 亚历山大·格申克龙
亚历山大·格申克龙（俄語：Александр Гершенкрон，1904年10月1日—1978年10月26日），俄罗斯裔美国经济史学家、哈佛大学教授，属奥地利经济学派。格申克龙生于俄罗斯帝国敖德萨，1920年俄罗斯内战期间逃离前往奥地利，1928年获得了维也纳大学博士学位。1938年，在德奥合并后移民美国。知名作品有《经济落后的历史透视》（Economic backwardness in historical perspective, a book of essays）。